# Вачев, Христо
Христо Вачев  (род. 7 января 1950, Плевен) — болгарский художник.

## Биография
Родился 7 января 1950 г. в г. Плевен.
Христо Вачев является членом Союза болгарских художников, Международной академии современного искусства Королевства Бельгии, Artсouncil Kukusai, Bijutsu Chingikai — Японии, AIAP ЮНЕСКО — Париж, Франции и Museum of the Americas — США, Флорида. Он был включен в Золотую книгу Парижского осеннего салона в 1992 году и в Золотую книгу Международной академии современного искусства Бельгии в 1993 году. Его картины выставлены в Национальной художественной галерей Болгарии, в галерее современного искусства в Берлине, в Художественной галерее в Осаке, а также в частных коллекциях в Австрии, Аргентине, Бельгии, Германии, Греции, США, Франции, Японии.
Картины Христо Вачева «Поэтический танец» и «Нотр-Дам де Пари» включены в престижный каталог Серебряной книги авторов Музея двух Америк, посвященной 25-летию Музея, расположенного в Майами, США.
Христо Вачев является Doctor Honoris Causa Академии современного искусства Бельгии с 1995 года.

## Награды
- 1993 — Золотая медаль и диплом за живопись VIII-ого Гран При AIAC в Бельгии
- 1994 — Платиновая медаль и диплом за живопись IX-ого Гран При AIAC в Бельгии
- 1995 — Золотая медаль, Диплом за живопись, Золотая доска и Doctor Honoris Causa Бельгийской академии современного искусства.
- 1996 — Диплом и награда жюри Artkouncil Kukusai, Bijutsu Chingikai — Япония
- 2007 — Золотая медаль и диплом за живопись Гран При AIAC в Бельгии

В 2004 году с Постановлением муниципального совета № 279 (от 04.11.2004) Христо Вачев объявлен почетным гражданином г. Плевена.